# Twitoaster
Twitoaster était une Application Web pour Twitter reconstruisant et archivant les fils de discussions en temps réel. Le service était notamment utilisé par des journalistes, blogueurs ou entreprises ayant besoin de collecter, d’organiser et de garder une trace de leurs discussions sur Twitter. Par exemple : Guy Kawasaki, Robert Scoble, Google Enterprise...

## Historique
Twitoaster démarre début 2009 comme un outil expérimental permettant à son créateur, Arnaud Meunier, de gérer plus efficacement ses conversations sur Twitter. Le service est rapidement découvert par ReadWriteWeb, qui l’utilise alors pour effectuer des sondages sur Twitter. Mais c’est le journaliste du New York Times, David Pogue, qui le fait connaitre du grand public en l’utilisant pour la rédaction de son livre: The world according to Twitter. Par la suite, Mashable et Microsoft BizSpark sélectionnent Twitoaster pour leurs Spark of Genius series.
En France, c’est le journaliste Francis Pisani qui fait découvrir le service.

## Description
Twitoaster regroupe en temps réel les réponses et les retweets (RT) des tweets, présentant des fils de discussions structurés plutôt qu’une série de messages désorganisés. Toutes ces conversations sont archivées et indexées par un moteur de recherche. Le service propose également des statistiques et des analyses permettant par exemple d’isoler le jour et l’heure à laquelle un utilisateur est susceptible d’obtenir la plus grande audience.
Twitoaster propose également une API ouverte permettant à des applications tierces (sites webs, widgets...) d’utiliser ses données et services. Par exemple, le plugin wordpress Twitter Comments utilise l’API Twitoaster pour permettre aux lecteurs d'un Blog d'envoyer des commentaires via Twitter.